# Argyractis tapajosalis
Argyractis tapajosalis là một loài bướm đêm trong họ Crambidae.